# Bandeira de Itaquaquecetuba
A bandeira de Itaquaquecetuba é um símbolo que representa o município cedido na região da grande São Paulo, foi adotada em 19 de setembro de 1969 pelo prefeito Gentil de Moraes Passos.

## Descrição
A bandeira do município de Itaquaquecetuba é representada com um fundo branco, onde demostra a invocação da pureza dos pensamentos, dos ideais e do triunfo.
A cruz ilustrada com 3 faixas (preta, branca e vermelha, respectivamente), que formam uma cruz, é a eterna lembrança da invocação cristã. Estas palas de cores respectivas, homenageiam a bandeira do estado de São Paulo, que em seu símbolo, simbolizam os dias e as noites de luta pelo bem dos paulistas. O vermelho representa o sangue dos bandeirantes derramado em combate.
No centro, dentro de um círculo, é mostrado o brasão municipal de Itaquaquecetuba, junto com a imagem ilustrada do padre jesuíta, José de Anchieta, e um tupi-guarani.